# Бангладешско-китайские отношения
Китайско-бангладешские отношения — двусторонние дипломатические отношения между Китайской народной республикой и Бангладеш, которые были установлены в 1976 году.

## История
В 1971 году во время Войны за независимость Бангладеш Китайская народная республика поддерживала Пакистан против сил бангладешских партизан Мукти-бахини. Акции бенгальских сепаратистов противоречили стратегическим интересам КНР в этом регионе, так как её близкий союзник Пакистан выступал посредником в дипломатических отношениях между КНР и США. В первые годы после обретения независимости Бангладеш дружил с Индией и Советским Союзом, которых КНР рассматривала как своих противников. В 1972 году КНР воспользовалась своим правом вето в качестве постоянного члена Совета Безопасности ООН, чтобы заблокировать вступление Бангладеш в ООН. Тем не менее, к 1974 году Китай и Бангладеш начали работать над установлением официальных отношений. 
В августе 1975 года, после убийства шейха Муджибура Рахмана, военный режим, который пришёл к власти в Бангладеш, начал дистанцироваться от Индии и Советского Союза. В январе 1976 года были установлены дипломатические отношения с КНР. Рост общественное недовольства бенгальцев односторонними действиями Индии по строительству дамбы Фаракка на водах Ганга подтолкнул новый режим в Бангладеш начать смотреть в сторону КНР для балансировки стратегических позиций страны в регионе. В 1977 году президент Бангладеш Зиаур Рахман совершил официальный визит в КНР. Последующие правительства Бангладеш также придерживались политики установления тесных отношений с КНР. К середине 1980-х годов КНР наладила тесные торговые и культурные связи с Бангладеш, а также снабдил его военной помощью и оборудованием. 
В июле 1987 года президент Бангладеш Мохаммад Хуссейн Эршад был принят в Пекине с большой помпой. 4 октября 2000 года министерство почты и телекоммуникаций Бангладеш выпустило почтовую марку в честь 25-летия установления дипломатических отношений между Бангладеш и Китаем. К этому времени КНР оказывала экономическую помощь Бангладеш на сумму 217 млн долларов США, и двусторонняя торговля достигла уровня в 715 млн долларов США. 
В 2002 году китайский премьер Вэнь Цзябао совершил официальный визит в Бангладеш, и обе страны объявили 2005 год как «год бангладешско-китайской дружбы». Обе страны подписали 9 различных двусторонних соглашений об увеличении уровня товарооборота. По приглашению Бангладеш Китай был включён в качестве наблюдателя в Ассоциацию регионального сотрудничества Южной Азии. После циклона «Сидр», обрушившегося на Бангладеш в 2007 году, Китай пожертвовал 1 миллион долларов США на оказание помощи и восстановления пострадавших районов Бангладеш.

## Экономические отношения
Бангладеш является третьим по величине торговым партнером КНР в Южной Азии. Однако, Пекин имеет господство в данных экономических отношениях, являясь одним из крупнейших торговых партнёров Бангладеш. 
В 2006 году двусторонняя торговля достигала уровня в 3 190 000 000 долларов США, что отражает рост на 28,5 % в период между 2005 и 2006 годами. КНР увеличила свою экономическую помощь Бангладеш для решения проблем торгового дисбаланса, так как в 2006 году экспорт Бангладеш в КНР составил всего около 98,8 млн долларов США. Под эгидой Азиатско-тихоокеанского соглашения о свободной торговле (AFTA), Китай убрал пошлины для 84 видов товаров ввозимых из Бангладеш, также начала проводиться работа по снижению тарифов на торговлю джутом и текстилем которые являются главным экспортным товаром Бангладеш. 
КНР также предложила построить АЭС в Бангладеш, чтобы помочь удовлетворить растущие в стране потребности в энергии, а также стремится способствовать развитию добычи природного газа в Бангладеш. Импорт КНР из Бангладеш: кожа, хлопчатобумажные ткани, рыба и т. д. Экспорт КНР в Бангладеш: текстиль, машины и электронные изделия, цемент, удобрения, шины, шелк, кукуруза и т. д..